# Mount Isa
Mount Isa – miasto w Australii, w stanie Queensland, w górach Selwyn, nad okresową rzeką Leichhardt, przy drodze Barkly Highway. Około 20 tys. mieszkańców. Pierwsza osada została założona w 1924 roku, kiedy John Campbell Miles odkrył tu złoża rud ołowiu i srebra. Mount Isa została ogłoszona miastem w 1968 roku, kiedy populacja osiągnęła 18 tys. mieszkańców.
Podstawą funkcjonowania miasta jest górnictwo kruszców. Na jego terenie znajduje się jedna z najbardziej produktywnych, pojedynczych kopalń w historii świata, wydobywająca rudy ołowiu, srebra, cynku i miedzi.